# Bruno Kirchhof (Politiker, 1890)
Bruno Kirchhof (* 21. Dezember 1890 auf Schloss Brake, Fürstentum Lippe; † 20. November 1976 in Detmold) war ein deutscher FDP-Politiker in Lippe.

## Leben
Bruno Kirchhof besuchte die Volksschule und das Gymnasium. Er begann an der Philipps-Universität Marburg Rechtswissenschaft zu studieren und wurde im Corps Hasso-Nassovia aktiv. Er bestand 1913 das Referendar- und 1918 das Assessorexamen. Er schlug die Verwaltungslaufbahn im Lippischen Staatsdienst ein. Von 1940 bis 1945 war er als Regierungsdirektor in der Lippischen Regierung Detmold tätig. Er starb vor seinem 86. Geburtstag.
Kirchhof war ab 1945 Mitglied der FDP Nordrhein-Westfalen. Er wirkte ab 1948 als stellvertretender Vorsitzender und ab 1955 als Vorsitzender des Kreisverbandes Detmold. Kirchhof war Vorstandsmitglied des FDP-Bezirksverbandes Ostwestfalen-Lippe. Von 1952 bis 1964 war er Ratsherr und Bürgermeister der Stadt Detmold. Er fungierte von 1952 bis 1969 als Mitglied des Kreistags Detmold sowie als Mitglied des Landesverbandes Lippe ab 1956. Als Nachrücker saß er vom 7. November 1961 bis zum 20. Juli 1962 im Landtag Nordrhein-Westfalen.